# Zorko Debeljak
Zorko Debeljak, slovenski gospodarstvenik in politik, * 8. februar 1941, Borgo Val di Taro, Italija. 
Brat Stanko Debeljak je prav tako gospodarstvenik in politik.

## Življenje in delo
Rodil se je v družini železničarja Feliksa in gospodinje Ane Debeljak, rojene Trojer. Družina je bila preseljena v Italijo in se leta 1948 vrnila v Volčjo Drago. Osnovno šolo je obiskoval v Italiji in Bukovici, nižjo gimnazijo v Šempetru pri Gorici ter srednjo ekonomsko šolo v Kopru (1955-1959) ter leta 1964 diplomiral na ljubljanski ekonomski fakulteti. Zaposlil se je pri podjetju Grosist-Gorica v Šempetru pri Gorici ter bil v letih 1975−1979 direktor podjetja, ki se je v tem času preimenovalo v Primorje-Gorica. Julija 1979 se je zaposlil v tovarni Salonit Anhovo, kjer je bil do junija 1981 namestnik glavnega direktorja ter nato stečajni upravitelj tovarne avtomobilov Cimos v Šempetru pri Gorici. Leta 1982 je bil izvoljen za predsednika skupščine občine Nova Gorica. Po dveletnem mandatu je 1984 postal direktor Ljubljanske banke v Novi Gorici, julija 1990 pa je postal pomočnik generalnega direktorja Ljubljanske banke d.d. v Ljubljani in član poslovodnega odbora iste banke.